# Ambasada Chile w Warszawie

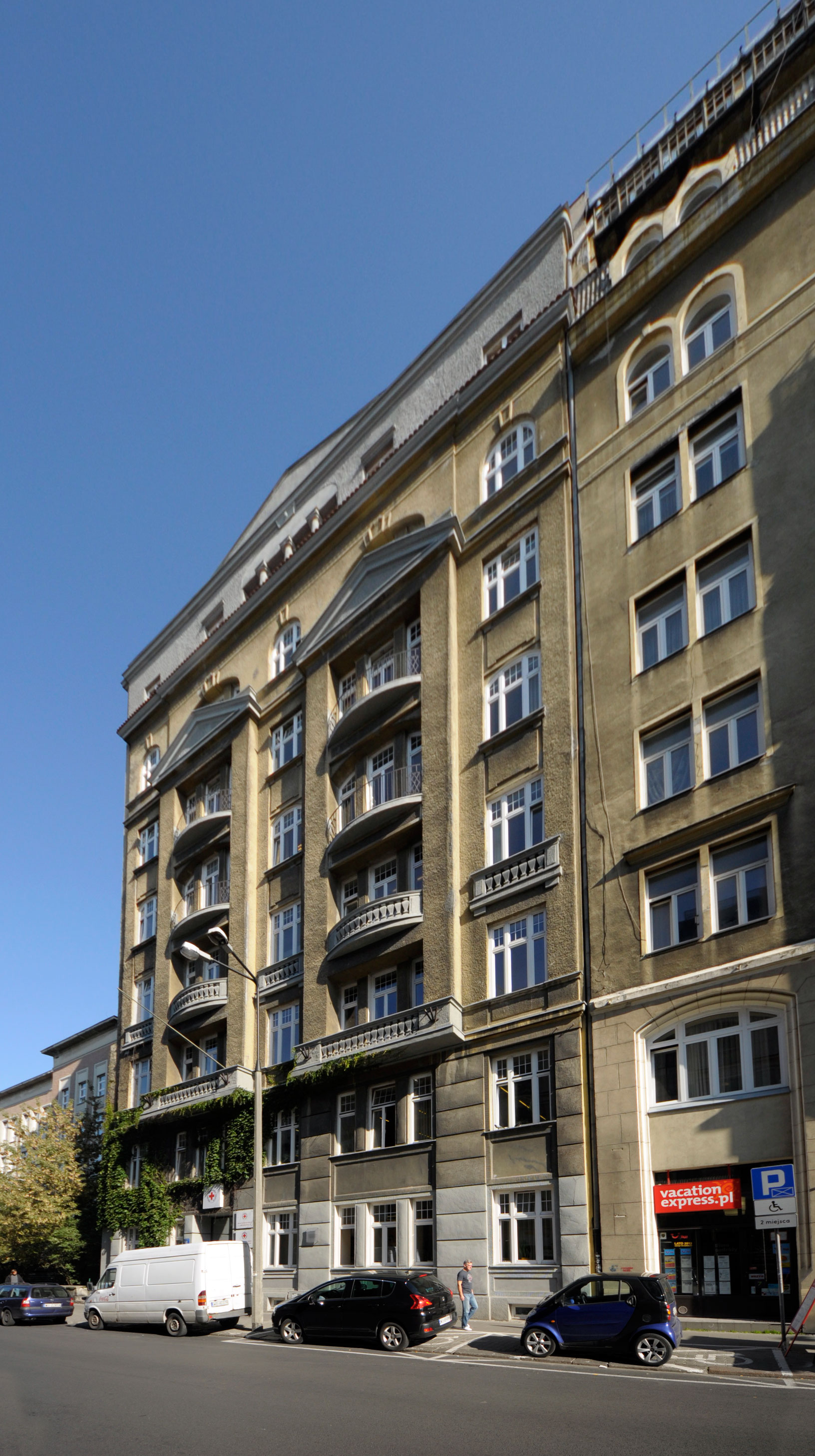
Dawna siedziba Ambasady Chile przy ul. Mokotowskiej (1930)

Ambasada Chile w Warszawie (hiszp. Embajada de Chile en Polonia) – chilijska placówka dyplomatyczna mieszcząca się w Warszawie przy ul. Okrężnej 62.
Ambasador Chile w Warszawie akredytowany jest również w Gruzjina Litwie i na Ukrainie. 

## Podział organizacyjny
W skład przedstawicielstwa wchodzi:
- Sekcja Konsularna (hiszp. Sección Consular)
- Biuro Handlowe (hiszp. Oficina Comercial) - Przedstawicielstwo ProChile[6]

## Siedziba

### W okresie międzywojennym
Stosunki dyplomatyczne pomiędzy Polską i Chile nawiązano w 1919. W okresie międzywojennym poselstwo Chile funkcjonowało w hotelu Europejskim przy ul. Krakowskie Przedmieście 13 (1924-1925), w pałacyku Szuchów w al. Szucha 6 (1925-1927), przy ul. Mokotowskiej 19a róg ul. Marszałkowskiej 28 (1928) i ul. Mokotowska 14 (1930), w zespole kamienic Bohdanowicza w al. Ujazdowskich 9a m. 12 (1932), oraz przy ul. Koszykowej 6 m. 22 (1933-1934), następnie przy ul. Hożej 29 (1936).
W latach 1926–1929 Chile utrzymywało konsulat w Wolnym Mieście Gdańsku, do 1928 konsulat honorowy, m.in. przy Hauptstrasse (obecnie al. Grunwaldzka) 48 (1927), oraz Baumbachallee 166 (ob. ul. Konopnickiej) (1929).

### Po II wojnie światowej
Stosunki dyplomatyczne reaktywowano w 1965. Początkowo ambasada miała swoją siedzibę w hotelu Europejskim przy ul. Krakowskie Przedmieście 13 (1965), ul. Angorskiej 12 (1966-1969), ul. Świętokrzyskiej 36 (1971-1973). W latach 1973–1990 stosunki były zawieszone, a interesy Chile w Polsce reprezentowała ambasada Brazylii. W 1989 Chile otworzyło w Warszawie Konsulat Generalny, następnie podnosząc status przedstawicielstwa do rangi Ambasady w 1990. Początkowo ambasada mieściła się przy ul. Sueskiej 2 (1990), następnie przy ul. Morszyńskiej 71b (1991-1995), ponownie przy ul. Sueskiej 2 (1996), ul. Starościńskiej 1b (2001), obecnie przy ul. Okrężnej 62 (2003-).